# باپتیست پلانکارت
باپتیست پلانکارت (انگلیسی: Baptiste Planckaert؛ زادهٔ ۲۸ سپتامبر ۱۹۸۸) دوچرخه‌سوار اهل بلژیک است.
از باشگاه‌هایی که در آن بازی کرده‌است می‌توان به دابلیوبی ورانکلاسیک آکوا پروتکت، تیم کاتیوشا–آلپتسین، لاندباوکردیت–کولناخو، و لاندباوکردیت–کولناخو، اشاره کرد.